# Rhenistany
Rhenistany jsou soli rhenistanového aniontu ReO -
4 . Rhenistanový anion je tetraedrický, velikostí a tvarem podobný chloristanovému, a izoelektronický s manganistanovým. Vyznačuje se stálostí v širokém rozmezí pH a jeho soli lze z roztoků vysrážet organickými kationty. Za neutrálního pH se rhenistanový ion vyskytuje jako ReO -
4 , ale v silně zásaditých prostředích se mění na ReO 3-
5 . Rhenium má v tomto iontu oxidační číslo +7 a konfiguraci d0. Zbarvení pevných rhenistanů záleží na přítomném kationtu.

## Příprava
Rhenistany obvykle obsahují kationty alkalických kovů nebo amonný kation. Připravují se oxidacemi sloučenin rhenia kyselinou dusičnou a neutralizací vzniklé kyseliny rhenisté.
Přidáním chloridu tetrabutylamonného do vodného roztoku rhenistanu sodného vzniká rhenistan tetrabutylamonný, rozpustný v organických rozpouštědlech.

## Reakce

### Zásaditost
Rhenistanový anion je slabší zásadou než Cl− a Br−, ale silnější než ClO -
4  a BF -
4 . Rhenistan stříbrný reaguje s trimethylsilylchloridem za tvorby silylesteru (CH3)3SiOReO3.

### Kondenzace
Rhenistany mohou kondenzovat za vzniku polyoxometalátů o vzorci Re4O 2-
15 , kde je na jeden centrální atom Re navázán oktaedrický kyslík a zbylé tři jdou tetraedrické.

### Reakce se sulfidy
Se zdroji sulfidových iontů, jako je například sulfan, vytváří ReO -
4  tetrathiorhenistanové anionty ReS -
4 ; jako meziprodukty přitom vznikají ionty [ReO3S]−.

### Redoxní reakce
Na rozdíl od manganistanů nemají rhenistany oxidační účinky, redoxní reakce u nich ale lze vyvolat nahrazením některých oxo ligandů jinými. Rhenistanový ion lze redukovat tetrahydridoboritanem v přítomnosti kyanidových iontů za tvorby trans-[ReVO2(CN)4]3−. Reakcí rhenistanu tetrabutylamonného s trimethylsilylchloridem vzniká chlorid-oxid rheničný:
Bu4N[ReO4] + 6 Me3SiCl → Bu4N[ReOCl4] + 3 (Me3Si)2O + Cl2

### Doplňky technecistanů
Chemické vlastnosti rhenistanů jsou podobné jako u technecistanů (TcO -
4 ); rhenistany se tak mohou používat jako nosiče stopových množství technecistanů, například v nukleární medicíně.[zdroj?]